# Lars Lindgren (Eishockeyspieler)
Lars Sune Lindgren (* 13. Oktober 1952 in Piteå) ist ein ehemaliger schwedischer Eishockeyspieler und -trainer sowie derzeitiger -scout, der im Verlauf seiner aktiven Karriere zwischen 1970 und 1988 unter anderem 434 Spiele für die Vancouver Canucks und Minnesota North Stars in der National Hockey League (NHL) auf der Position des Verteidigers bestritten hat. Darüber hinaus war er vor und nach seiner NHL-Karriere in seiner schwedischen Heimat aktiv, in der er später auch als Trainer zu arbeiten begann. Seinen größten Erfolg feierte Lindgren als Spieler jedoch im Trikot der schwedischen Nationalmannschaft mit dem Gewinn der Silbermedaille bei der Weltmeisterschaft 1977. Seit 2007 ist er als Scout für seinen Ex-Klub Vancouver Canucks tätig.

## Karriere
Lindgren durchlief in seiner Juniorenzeit die Nachwuchsabteilung des Piteå IF aus seiner Geburtsstadt Piteå. In der Saison 1970/71 gelang es dem 18-Jährigen sich als Stammspieler in der ersten Mannschaft des Vereins, die der damals zweitklassigen Division 2 angehörte, zu etablieren. Der Verteidiger verbrachte noch ein weiteres Jahr bei seinem Heimatverein, ehe er in der Spielzeit 1972/73 für den Skellefteå AIK in der höherklassigen Division 1 aufs Eis ging. Danach kehrte er wiederum für ein Spieljahr zu seinem Stammklub in die Zweitklassigkeit zurück. Mit Beginn der Spielzeit 1974/75 stand Lindgren dann für die folgenden vier Jahre in Diensten des MoDo AIK Örnsköldsvik in der Division 1, die sich zur Saison 1975/76 in Elitserien umbenannte.
Durch zwei aufeinanderfolgende Weltmeisterschaftsteilnahmen in den Jahren 1977 und 1978 sowie der Berufung ins schwedische All-Star-Team des Jahres 1978 wurden die Vancouver Canucks aus der National Hockey League (NHL) auf Empfehlung von Babe Pratt auf den schwedischen Abwehrspieler aufmerksam, den sie – ebenso wie seinen Landsmann und Nationalmannschaftskollegen Lars Zetterström von Färjestad BK – zur Saison 1978/79 als sogenannte Free Agents an die kanadische Westküste holten. In den folgenden fünf Jahren sammelte Lindgren stets mindestens 20 Scorerpunkte. In seinem zweiten Jahr in der Liga stellte er mit 35 Punkten einen NHL-Karrierebestwert auf und war zudem Vancouvers Vertreter im NHL All-Star Game 1980. Im Verlauf der Stanley-Cup-Playoffs 1982 erreichte der 29-Jährige mit den Canucks die Finalserie um den Stanley Cup, die sie jedoch deutlich mit 0:4 gegen die New York Islanders verloren. Kurz nach dem Beginn der Spielzeit 1983/84 wurde der Schwede im Oktober 1983 im Tausch für ein Drittrunden-Wahlrecht im NHL Entry Draft 1984 an die Minnesota North Stars abgegeben. Dort beendete er die Saison schließlich und in der Folge auch sein sechsjähriges Engagement auf dem nordamerikanischen Kontinent.
Lindgren kehrte zur Saison 1984/85 in die Elitserien zurück, wo er sich dem Luleå HF anschloss und dort in den folgenden vier Jahren seine Karriere als Aktiver ausklingen ließ. Zur Saison 1988/89 wechselte der Defensivspieler abermals zu seinem Stammverein zurück, dessen ausgegliederte Eishockeyabteilung nun in der zweitklassigen Division 1 als Piteå HC spielte. Dort war er zwei Jahre lang als Cheftrainer tätig und absolvierte bis in die Spielzeit 1990/91 hinein auch noch sporadisch einige Saisonspiele für seinen Klub. Nach einer einjährigen Auszeit trainierte Lindgren dann seinen Ex-Klub Luleå HF für zwei Jahre bis vom Herbst 1991 bis zum Frühjahr 1993.
Anschließend pausierte Lindgren längerfristig. Erst zur Saison 2000/01 kehrte er als Trainer des Mörrums GoIS IK aus der zweitklassigen Allsvenskan in den Eishockeysport zurück. Auch dort dauerte sein Engagement zwei Jahre. Parallel dazu betreute er die schwedische U20-Eishockeynationalmannschaft bei der U20-Junioren-Weltmeisterschaft 2002 als Assistenztrainer. In der Spielzeit 2003/04 trainierte Lindgren letztmals ein Profiteam, als er für eine Saison bei den Växjö Lakers aus der Allsvenskan hinter der Bande stand. Seinen größten Erfolg als Trainer feierte er jedoch als Cheftrainer der schwedischen U18-Nationalmannschaft, die er zum Gewinn der Bronzemedaille bei der U18-Junioren-Weltmeisterschaft 2007 führte. Seit der Saison 2007/08 ist Lindgren als Scout für sein Ex-Team Vancouver Canucks tätig.

### International
Für sein Heimatland kam Lindgren bei zwei Weltmeisterschaften und dem Canada Cup 1981 zu Einsätzen. Erstmals spielte der Verteidiger bei der Weltmeisterschaft 1977 in der österreichischen Landeshauptstadt Wien. Dort belegten die Schweden den zweiten Platz und errangen somit den Vizeweltmeistertitel. Dieser Erfolg war gleichbedeutend mit dem Vizeeuropameistertitel, da die Europameisterschaft gleichzeitig im selben Wettbewerb ausgespielt wurde. Lindgren absolvierte alle zehn Turnierspiele und erzielte dabei zwei Scorerpunkte. Bei der Weltmeisterschaft 1978 in der tschechoslowakischen Hauptstadt Prag im folgenden Jahr punktete der Abwehrspieler fünfmal, musste sich aber mit dem vierten Platz ohne einen weiteren WM-Medaillengewinn begnügen. Allerdings errangen die Schweden die Bronzemedaille der Europameisterschaft. Letztmals spielte Lindgren beim Canada Cup 1981 für die Tre Kronor, die das Turnier auf dem fünften Platz abschlossen. In fünf Einsätzen bereitete er einen Treffer vor.

## Erfolge und Auszeichnungen
- 1978 Schwedisches All-Star-Team
- 1979 Schwedisches All-Star-Team
- 1980 Teilnahme am NHL All-Star Game

### International
- 1977 Silbermedaille bei der Weltmeisterschaft
  - Silbermedaille bei der Europameisterschaft
- 1978 Bronzemedaille bei der Europameisterschaft
- 2007 Bronzemedaille bei der U18-Junioren-Weltmeisterschaft (als Cheftrainer)

## Karrierestatistik

### International
Vertrat Schweden bei:
- Weltmeisterschaft 1977
- Weltmeisterschaft 1978
- Canada Cup 1981

(Legende zur Spielerstatistik: Sp oder GP = absolvierte Spiele; T oder G = erzielte Tore; V oder A = erzielte Assists; Pkt oder Pts = erzielte Scorerpunkte; SM oder PIM = erhaltene Strafminuten; +/− = Plus/Minus-Bilanz; PP = erzielte Überzahltore; SH = erzielte Unterzahltore; GW = erzielte Siegtore; 1 Play-downs/Relegation; Kursiv: Statistik nicht vollständig)